# 海蘭鎮區 (密蘇里州劉易斯縣)
海蘭鎮區（英語：Highland Township）是位於美國密蘇里州劉易斯縣的一個行政鎮區。

## 地方資料
海蘭鎮區的面積為164.17平方千米，當中陸地面積為163.94平方千米，而水域面積為0.23平方千米。根據2020年美國人口普查的數據，當地共有人口1394人，而人口密度為每平方千米8.49人。